# الهان کاستراتی
الهان کاستراتی (انگلیسی: Elhan Kastrati؛ زادهٔ ۲ فوریهٔ ۱۹۹۷) بازیکن فوتبال اهل آلبانی است.
از باشگاه‌هایی که در آن بازی کرده‌است می‌توان به باشگاه فوتبال دلفینو پسکارا اشاره کرد.
وی همچنین در تیم‌های ملی فوتبال زیر ۲۱ سال آلبانی و آلبانی بازی کرده‌است.